# (5682) Beresford
(5682) Beresford est un astéroïde de la ceinture principale aréocroiseur.

## Description
(5682) Beresford est un astéroïde aréocroiseur. Il présente une orbite caractérisée par un demi-grand axe de 2,30 UA, une excentricité de 0,30 et une inclinaison de 7,9° par rapport à l'écliptique.

## Compléments